# 劉歓縁
劉 歓縁（りゅう かんえん、女性、1983年3月19日- ）は中国の江蘇省宿遷市出身の柔道選手。階級は78kg超級。身長196cm。体重120kg。2段。刘欢缘

## 人物
12歳の時にすでに身長が180cmもあったことから、当初はバスケットボールに取り組んでいた。その後、柔道の指導者に素質を見出されて柔道へ転進した。2003年のアジア選手権78kg超級で優勝を飾った。2004年はフランス国際でも優勝するが、国内に世界チャンピオンの孫福明がいたためにアテネオリンピックには出場できなかった。2006年には東アジア選手権で優勝すると、アジア大会の無差別でも優勝を飾った。2007年にはユニバーシアードの無差別で優勝するが、世界選手権の無差別では3回戦で塚田真希に背負投で敗れるなどして7位に終わった。2008年の北京オリンピックには国内に世界チャンピオンの佟文がいたために出場できなかった。2010年には地元の北京で開催された世界武道・格闘技大会無差別で3位になった。世界選手権では2回戦で杉本美香に払腰で敗れると、その後の3位決定戦でも塚田に大外刈で敗れて5位に終わった。地元の広州で開催されたアジア大会の無差別では2連覇を達成した。その後もグランプリ・アブダビで優勝、2011年のグランドスラム・パリでも3位になるが、2012年のロンドンオリンピックには前回同様トウ文の壁に阻まれ出場できなかった。

## 主な戦績
(階級表記のない大会は全て78kg超級での成績)
- 2003年 - アジア選手権　優勝
- 2003年 - 青島国際　2位
- 2004年 - フランス国際　優勝
- 2004年 - ドイツ国際　3位
- 2004年 - 韓国国際　優勝
- 2004年 - 福岡国際　78kg超級　3位　無差別　優勝
- 2006年 - 東アジア選手権　優勝
- 2006年 - アジア大会　無差別　優勝
- 2007年 - フランス国際　3位
- 2007年 - ユニバーシアード　無差別　優勝
- 2007年 - 世界選手権　無差別　7位
- 2009年 - グランプリ・ハンブルク　優勝
- 2009年 - ワールドカップ・プラハ　2位
- 2010年 - ワールドマスターズ　5位
- 2010年 - ワールドカップ・ブカレスト　優勝
- 2010年 - ワールドカップ・タリン　優勝
- 2010年 - 世界武道・格闘技大会　無差別　3位
- 2010年 - 世界選手権　5位
- 2010年 - アジア大会　無差別　優勝
- 2010年 - グランプリ・アブダビ　優勝
- 2010年 - グランプリ・青島　2位
- 2011年 - グランドスラム・パリ　3位
- 2011年 - ワールドカップ・オーバーヴァルト　3位
- 2011年 - ワールドカップ・サンパウロ　2位
- 2011年 - ワールドカップ・マイアミ　3位